# Uaboe

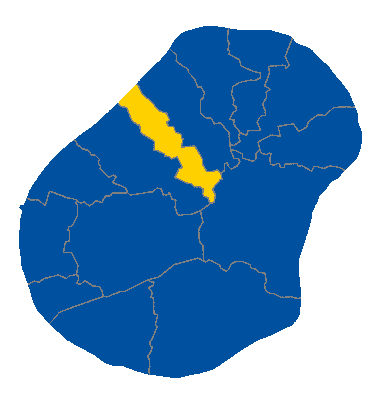
Quận Uaboe (vàng) ở Nauru.

Uaboe (hay Waboe) là một quận của đảo quốc Thái Bình Dương Nauru, nằm ở tây bắc của đảo. Quận thuộc Khu vực bầu cử Ubenide, diện tích là 0,8 km² và dân số là 330 người.